# Léon Barbier
Pour les articles homonymes, voir Barbier.
Léon Barbier est un homme politique français né le 31 janvier 1853 à La Villette et décédé à Paris le 26 juin 1919. Industriel, chef de bataillon, sénateur de la Seine, officier de la Légion d'honneur
À la tête d'un important commerce de bois de construction, il est conseiller municipal de Boulogne-sur-Seine en 1892, conseiller général de la Seine en 1896 et président du conseil général en 1905. Il s'investit beaucoup sur les questions de transport, et préside aussi la commission mixte des omnibus et tramways. Il est sénateur de la Seine de 1909 à 1919, inscrit au groupe de la Gauche démocratique. C'est un parlementaire très actif pour la défense des intérêts de la banlieue parisienne. Il est aussi le beau-père de Pierre-Étienne Flandin.

## Distinctions
- Officier de la Légion d'honneur (1906)[2]

## Sources
1. ↑  Base Léonore
2. ↑  « Base de données Léonore », sur www.leonore.archives-nationales.culture.gouv.fr (consulté le 29 septembre 2023)

- « Léon Barbier », dans le Dictionnaire des parlementaires français (1889-1940), sous la direction de Jean Jolly, PUF, 1960 [détail de l’édition]